# Rajasansi

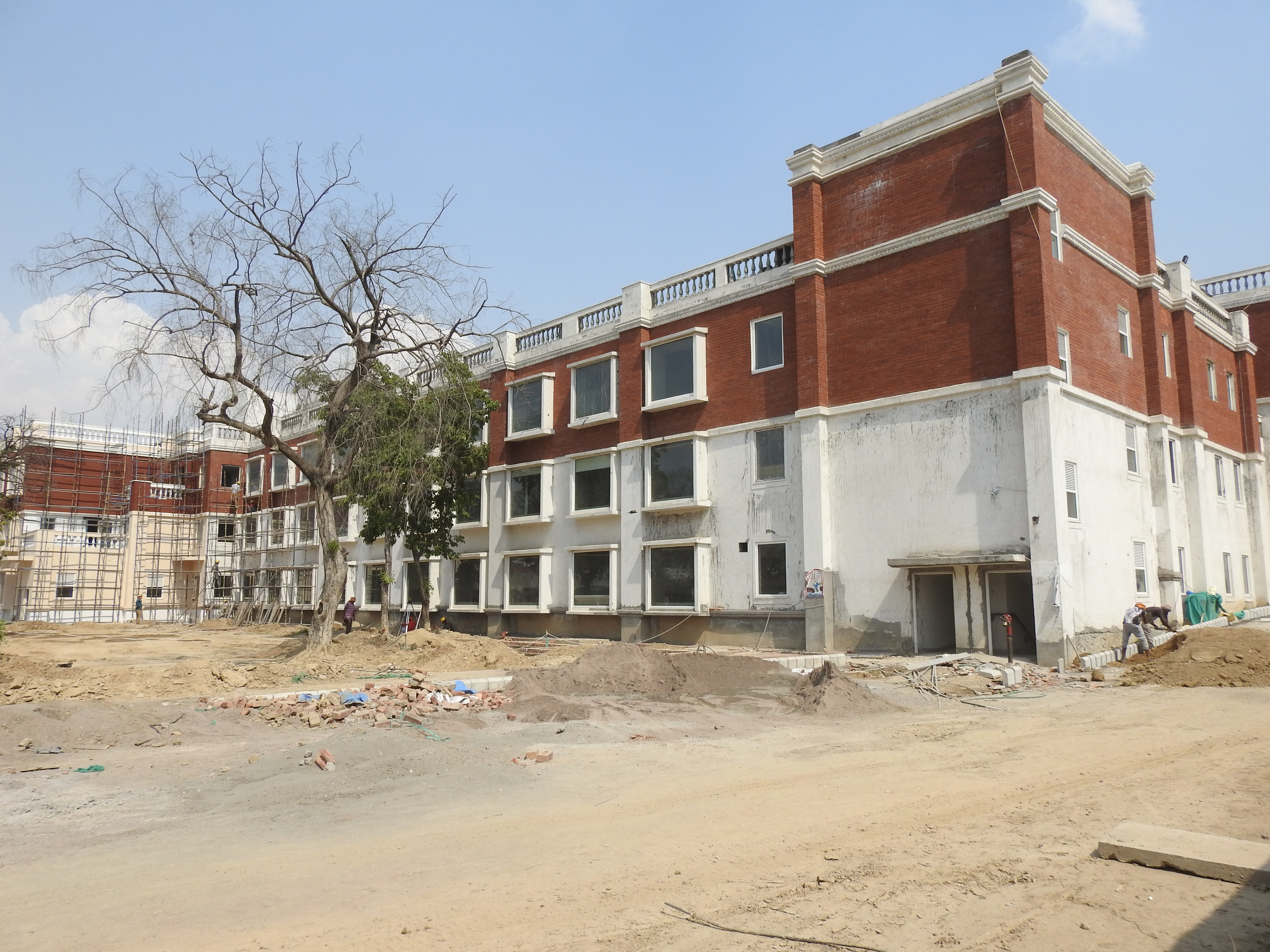
Sandhanwalia Haveli ,Rajasansi

Rajasansi là một thị xã và là một nagar panchayat của quận Amritsar thuộc bang Punjab, Ấn Độ.

## Nhân khẩu
Theo điều tra dân số năm 2001 của Ấn Độ, Rajasansi có dân số 12.131 người. Phái nam chiếm 54% tổng số dân và phái nữ chiếm 46%. Rajasansi có tỷ lệ 54% biết đọc biết viết, thấp hơn tỷ lệ trung bình toàn quốc là 59,5%: tỷ lệ cho phái nam là 58%, và tỷ lệ cho phái nữ là 51%. Tại Rajasansi, 13% dân số nhỏ hơn 6 tuổi.